# Hamza Gbane
Hamza Gbane (10 de abril de 1994) es un deportista marfileño que compitió en taekwondo. Ganó una medalla de plata en los Juegos Panafricanos de 2011, y una medalla de oro en el Campeonato Africano de Taekwondo de 2012.

## Palmarés internacional
| Juegos Panafricanos | Juegos Panafricanos       | Juegos Panafricanos | Juegos Panafricanos |
| Año                 | Lugar                     | Medalla             | Categoría           |
| ------------------- | ------------------------- | ------------------- | ------------------- |
| 2011                | Maputo (Mozambique)       | Medalla de plata    | –58 kg              |
| Campeonato Africano |                           |                     |                     |
| Año                 | Lugar                     | Medalla             | Categoría           |
| 2012                | Antananarivo (Madagascar) | Medalla de oro      | –63 kg              |